# Lužnice
Lužnice (tysk: Lainsitz) er en biflod til Vltava i Østrig og Tjekkiet. Floden er 208 km lang, hvoraf 43 km forløber i Østrig og 165 km i Tjekkiet. Kun to floder i Østrig afvander til Moldau og dermed videre til Elben, nemlig Lužnice og Malše. Lužnice markerer dermed det europæiske vandskel.
Lužnice har sit udspring ved Karlstift i kommunen Bad Großpertholz i Waldviertel i Niederösterreich 980 moh. Floden forløber i begyndelsen dels på østrigsk dels på tjekkisk land inden den endeligt forlader Østrig ved Breitensee ved Gmünd.
På de følgende 100 km til Planá nad Lužnicí falder floden kun 100 m. Fra Tábor til flodens udmunding i Moldau nord for Týn nad Vltavou flyder floden gennem en op til 50 m dyb kløft.
Vigtige byer ved Lužnice er Weitra og Gmünd i Østrig samt Planá nad Lužnicí, Suchdol nad Lužnici og Tábor i Tjekkiet.